# Cluster (ソーシャルVR)
cluster（クラスター）は、クラスター株式会社が開発・運営するソーシャルVRサービスである。
アプリケーションはデスクトップ版、VR版、スマートフォン版の3種類のプラットフォーム向けに提供されており、Windows、macOS、iOS、Androidなど、さまざまな環境で使用することが出来る。VR版では、PCを介さずOculus Quest 2単体でのプレイも可能。
2016年2月にcluster.のα版がリリースされ、2017年6月に正式版がリリースされた。

## 概要
ソーシャルVRと呼ばれる3DCG空間上でアバターを介してコミュニケーションをとることができるサービスの一つである。VR機器がなくてもPCやスマートフォンから利用することが可能である。
誰でも手軽にイベントや会議を開催するための機能（イベント作成機能、参加者の権限設定、PDF・画像等を表示するスクリーン、テキストチャット、ギフトなど）が標準で提供されている点がこのサービスの特徴である。
2020年6月11日に大型アップデートによりcluster上でマルチプレイゲームを制作・公開できる新機能がリリースされた。それに伴いゲームワールドコンテストが開催されるなど、クリエイター向けのイベントも充実している。

## cluster独自の機能

### イベント関連
イベントはclusterの公式Webサイトから作成することが可能である。
イベント作成時には以下の内容を設定することが可能である。
- イベント名
- イベント概要
- 開催日時
- イベント説明
- 公開範囲（公開・限定公開）
- 会場（ワールドの選択）
- スタッフ（権限設定）
- メイン画像（サムネイルとして機能）
- Twitterハッシュタグ（clusterからツイートすると自動的に追加されるハッシュタグ）
- YouTubeライブURL（YouTubeに投稿されたコメントをイベント内で表示）

公開範囲が公開の際は最長4時間のイベントが開催可能であり、500人まで同時にアクセス可能である。それに対して、限定公開の際はイベント時間が最長40分、同時アクセス数も50人までとなるので注意が必要である。
会場は、予め用意されたいくつかのワールドまたは自身がclusterにアップロードしたワールドを使用可能である。
スタッフは、イベントの運営を行うユーザーを予め指定して追加することが可能である。スタッフ内で管理者を設定することが可能である。管理者として設定されたユーザーはイベント情報や運営に必要なすべての権限が付与される。スタッフとして追加するメンバーも管理者のみが設定できる。また、スタッフ向け機能の中にゲスト権限の付与という項目があり、ユーザーIDを追加することで一般参加者であってもマイクの使用権限等を付与することが可能である。ゲスト権限は一般参加者が登壇するような場面で使用する。

### Vアイテム（ギフト機能）
clusterのイベントではVアイテムと呼ばれるギフトをイベントの運営者に贈ることが可能である。クラスターコインというcluster内で利用可能な通貨で、Vアイテムを購入できる。贈られたVアイテムはVポイントという形で受け取ることが可能である。1ポイント1円として払い出しが可能である。

## アバター・ワールドのアップロード

### アバター
clusterでは、自分自身でモデリングしたアバターや購入したアバターをカスタムアバターとしてアップロードして使用できる。カスタムアバターはVRMというファイル形式のものが使用できる。カスタムアバターで使用する3Dモデルは、2022年1月6日よりファイルサイズなどの制限がなくなった。ただし、常識的な範囲での利用を促す内部制限はある。
制限撤廃以前の3Dモデルは、以下の要件を満たす必要があった。
| 項目                                 | 上限      |
| ------------------------------------ | --------- |
| GameObjectの数                       | 256       |
| ポリゴン数                           | 32,000    |
| メッシュの数                         | 16        |
| メッシュ数の合計                     | 32        |
| ブレンドシェイプの数                 | 64        |
| ボーン数（Humanoid必須ボーンを含む） | 128       |
| マテリアル数                         | 8         |
| テクスチャ画像形式                   | png       |
| テクスチャサイズ                     | 2048x2048 |
| 画像枚数                             | 16        |

カスタムアバターは公式Webサイトからアップロード可能である。
2020年6月10日～はREALITYで制作したアバターが利用可能となった。

### ワールド
ワールドはclusterアプリ内から使用できるワールドクラフト機能または、Unityにclusterが配布するCreator Kitのパッケージを追加することで、制作・アップロードできる。最新の情報はCLUSTER CREATOR KITのドキュメントページを参照。

## clusterの主要なイベントと歴史

### 2015年
- クラスター株式会社設立[10]

### 2016年
- cluster. α版リリース[11]

### 2017年
- cluster正式版リリース[11]
- VRアイドル あんたま（現えのぐ）交流イベント開催[12]

### 2018年
- アバターアップロード自由化[11]
- 「月ノ美兎のVR生放送 〜3Dモデルお披露目！〜」開催[13]
- 「輝夜 月 LIVE@Zepp VR」 開催。世界初の商業VR音楽ライブであった。（8月）[14]
- サービス名を「cluster.」から「cluster」へ変更。クラウドソーシングでコーポレートロゴデザインを募集。（9月）[15]
- ギフティング機能「Vアイテム」実装[16]
- 「リベンジハロウィン in cluster」開催[17]
- クラスター株式会社 カンファレンス「cluster2.0～これまでとこれから～」開催[18]
- 「深層Webから御機嫌よう in cluster」開催[19]
- 「初代ポンコツ女王決定戦?!ガチンコクイズBATTLE in cluster」開催[20]
- 「バーチャル初詣」開催[21]

### 2019年
- 「clusterカンファレンス～新元号へ向けた加速～」開催[22]
- 「KMNZ VR LIVE」 in cluster 開催[23]
- 「朝ノ瑠璃VRライブ in cluster」 開催[24]
- 「東雲めぐ17歳お誕生日会 in cluster」開催[25]
- 2回目の「KMNZ VR LIVE」 in cluster 開催[26]
- バーチャルシンガーYuNi「さよなら平成カウントダウンライブ UNiON WAVE - clear -」 開催[27]
- 「輝夜 月 LIVE＠ZeppVR2」 開催[28]
- 「ときのそら お誕生日会2019 in cluster」開催[29]
- バーチャルゴリラ・乾伸一郎による音楽ライブ「歌うよ！メゾン・ド・ゴリラ」開催[30]
- 「花鋏キョウ VR LIVE - Sprout -」開催[31]
- 「アーカイブ機能」正式リリース[32]
- 黒咲りん・ちくわによる音楽ライブ「一周年記念にゃんにゃんパラダイス in cluster」開催[33]
- 「八月二雪×ぼっちぼろまる VR LIVE～ぼくらの電脳パレード～ in cluster」開催[34]
- 「イオンシネマVR in cluster」開催[35]
- 「Vアニ 2019」開催[36]
- イベント会場アップロード機能一般公開[37]
- 「犬山たまきのわんたまランド☆ in cluster」開催[38]
- 「clusterカンファレンス～新時代『令和』元年の加速表明～」開催[39]
- VR音楽帯番組「#ウタオウヨ」配信開始[40]
- ラピスリライツ VR魔法ライブ 〜First Magic Act〜 in cluster」開催[41]
- バーチャルYouTuber虹河ラキによる「ぴょこ☆FES VR Vol.1 in cluster」開催[42]
- ホロライブ所属VTuberによるチーム対抗クイズバトル「ホロリーグ in cluster」開催[43]
- 『劇場版「BanG Dream! FILM LIVE」 in イオンシネマVR』開催[44]
- 「獅子神レオナ 1st VR LIVE ~Trick or Leona?~」開催[45]
- 「犬山たまき1周年記念VRライブ ーボクに生きる世界をくれたみんなへー」開催[46]

### 2020年
- 情報処理学会第82回全国大会「先生質問です!」公開セッション開催[47][48]
- 企業向けバーチャルイベント開催支援サービス「clusterスターターパッケージ」販売開始[49]
- バーチャル配信・アバター制作アプリ「REALITY」連携機能リリース[50]
- 「バーチャル渋谷」公開[51]
- ゲーム作成機能リリース[52]
- 「Cluster GAMEJAM 2020 in SUMMER」開催[53]
- 法人イベント向けグッズ販売機能リリース[54]
- 「SAO アリシゼーション War of Underworld」のコラボイベント開催[55]
- 「バーチャルハマスタ」開催[56]
- バーチャル遊園地「ポケモンバーチャルフェスト」開催[57]
- 「clusterゲームワールド杯2020」開催[58]
- 「ClusterGAMEJAM 2020 in WINTER」開催[59]
- 法人向けアバター販売機能リリース[60]

### 2021年
- 丸の内ビル1階イベントスペースを再現した配信プラットフォーム「バーチャル丸の内」公開[61]
- 「clusterバーチャル卒業式・入学式パッケージ」販売開始[62]
- ゲームワールド用にゲームの途中の状態を保存できる「セーブ機能」リリース[63]
- 「ヴァーチャル・ジャパン・パビリオン －カーボンニュートラル社会に向けたイノベーション－」開催[64]
- 「転生したらスライムだった件」×バンプレスト バーチャルイベント開催[65]
- 「cluster大加速祭2021」開催[66]
- 「N高等学校・S高等学校バーチャルライブ入学式」[67]
- 「クレヨンしんちゃん」企画展開催[68]
- シノアリス公式生放送「4th ANNIVERSARY 生SINoALICE～生前葬直前SP！デスメタルライブもやるのDEATH～」開催[69]
- 「アバターマーケット 2021 夏のデジタル文化祭」[70]
- 「ClusterGAMEJAM 2021 in SUMMER」開催[71]
- 三菱UFJ信託銀行新卒採用イベント開催[72]
- 「AFCアジア予選-Road to Qatar 日本代表戦スマホで熱狂パブリックビューイング presented by au 5G」開催[73]
- 「『ディズニー ツイステッドワンダーランド』バーチャル ハロウィーンイベント2021」開催[74]
- 「Clusterカンファレンス - メタバースを再定義する - 」開催[75]
- M-1グランプリ2021「ミルクボーイの裏実況SP! in バーチャル大阪」開催[76]

### 2022年
- clusterアプリ内でワールドを作成できる機能「ワールドクラフト」がリリース[77]
- 「Cluster GAMEJAM 2022 in SPRING」開催[78]
- 「Cluster Conference 2022」開催[79]
- 「Cluster GAMEJAM 2022 in AUTUMN」開催[80]

### 2024年
- 能登半島地震被災地支援のチャリティイベントを開催[81]